# A Hundred Days (Zvezdna vrata SG-1)
A Hundred Days je naslov epizode znanstveno-fantastične serije Zvezdna vrata, v kateri polkovnik O'Neill in ostali člani ekipe SG-1 navežejo stike s prebivalci majhne vasi na planetu Edora. O'Neill se še posebej dobro razume z njihovo voditeljico Lairo, s katero ju veže obojestranska privlačnost. Vsi nestrpno pričakujejo vsakoletni meteorski dež, ki ga prebivalci planeta imenujejo ognjeni dež. Prijetno ogledovanje zvezdnih utrinkov pokvari izjemno velik utrinek, ki Samantho in Daniela takoj opozori na možno nevarnost. Izkaže se, da prebivalcem grozi velik meteor, ki bi lahko povzročil pravo katastrofo.